# Колумбия на летних Олимпийских играх 1968
Колумбия принимала участие в Летних Олимпийских играх 1968 года в Мехико (Мексика) в седьмой раз за свою историю, но не завоевала ни одной медали. Сборную страны представляли 5 женщин.

## Результаты

### Велоспорт

#### Шоссейный велоспорт
| Спортсмен       | Дисциплина      | Место |
| --------------- | --------------- | ----- |
| Альваро Пахон   | групповая гонка | 15    |
| Мартин Родригес | групповая гонка | 9     |
| Мигель Самака   | групповая гонка | DNF   |
| Педро Санчес    | групповая гонка | 30    |

#### Трековый велоспорт
| Спортсмен            | Дисциплина | 1 раунд                                                       | 1 раунд | Утешительный                                              | Утешительный | 2 раунд              | 2 раунд              | Утешительный         | Утешительный         | 1/8 финала           | 1/8 финала           | Утешительный         | Утешительный         | Утешительный финал   | Утешительный финал   | 1/4 финала           | Полуфинал            | Финал                | Место |
| Спортсмен            | Дисциплина | Соперники                                                     | Место   | Соперники                                                 | Место        | Соперники            | Место                | Соперники            | Место                | Соперники            | Место                | Соперники            | Место                | Соперники            | Место                | Соперник             | Соперник             | Соперник             | Место |
| -------------------- | ---------- | ------------------------------------------------------------- | ------- | --------------------------------------------------------- | ------------ | -------------------- | -------------------- | -------------------- | -------------------- | -------------------- | -------------------- | -------------------- | -------------------- | -------------------- | -------------------- | -------------------- | -------------------- | -------------------- | ----- |
| Кинсли Хайме Галеано | спринт     | Пьер Трентин Франция Паканит Борихариванахет Таиланд 11,61    | 2       | Тим Маунфорд США Ким Хван Сон Республика Корея 11,03      | 3            | Завершил выступления | Завершил выступления | Завершил выступления | Завершил выступления | Завершил выступления | Завершил выступления | Завершил выступления | Завершил выступления | Завершил выступления | Завершил выступления | Завершил выступления | Завершил выступления | Завершил выступления |       |
| Кинсли Рис           | спринт     | Роберт ван Ланкер Бельгия Ким Хван Сон Республика Корея 11,37 | 2       | Паканит Борихариванахет Таиланд Сандзи Иноуэ Япония 11,60 | 3            | Завершил выступления | Завершил выступления | Завершил выступления | Завершил выступления | Завершил выступления | Завершил выступления | Завершил выступления | Завершил выступления | Завершил выступления | Завершил выступления | Завершил выступления | Завершил выступления | Завершил выступления |       |

| Спортсмен      | Дисциплина  | Время   | Место |
| -------------- | ----------- | ------- | ----- |
| Хорхе Эрнандес | гит, 1000 м | 1:09,24 | 25    |

| Спортсмен                                                      | Дисциплина                           | Квалификация | Квалификация | Четвертьфинал        | Четвертьфинал        | Четвертьфинал        | Полуфинал             | Полуфинал             | Полуфинал             | Финал                 | Финал                 | Место |
| Спортсмен                                                      | Дисциплина                           | Время        | Место        | Соперник             | Время                | Место                | Соперник              | Время                 | Место                 | Соперник              | Время                 | Место |
| -------------------------------------------------------------- | ------------------------------------ | ------------ | ------------ | -------------------- | -------------------- | -------------------- | --------------------- | --------------------- | --------------------- | --------------------- | --------------------- | ----- |
| Мартин Родригес                                                | индивидуальное преследование, 4000 м | 5:35,60      | 22           | Завершил выступления | Завершил выступления | Завершил выступления | Завершил выступления  | Завершил выступления  | Завершил выступления  | Завершил выступления  | Завершил выступления  | 22    |
| Мартин Родригес Северо Эрнандес Луис Сальдарьяга Марио Ванегас | командное преследование              | н/д          | н/д          | США · 4:32,87        | 4:32,98              | 2                    | Завершили выступления | Завершили выступления | Завершили выступления | Завершили выступления | Завершили выступления |       |

### Лёгкая атлетика
| Спортсмен       | Дисциплина | Первый раунд | Первый раунд | Первый раунд | Четвертьфинал        | Четвертьфинал        | Четвертьфинал        | Полуфинал            | Полуфинал            | Полуфинал            | Финал                | Финал                |
| Спортсмен       | Дисциплина | Время        | Место        | Итог         | Время                | Место                | Итог                 | Время                | Место                | Итог                 | Время                | Место                |
| --------------- | ---------- | ------------ | ------------ | ------------ | -------------------- | -------------------- | -------------------- | -------------------- | -------------------- | -------------------- | -------------------- | -------------------- |
| Джимми Сьерра   | 100 м      | 10,88        | 7            | 59           | Завершил выступления | Завершил выступления | Завершил выступления | Завершил выступления | Завершил выступления | Завершил выступления | Завершил выступления | Завершил выступления |
| Педро Грахальес | 200 м      | 21,07        | 4            | 25           | 21,05                | 7                    | 24                   | Завершил выступления | Завершил выступления | Завершил выступления | Завершил выступления | Завершил выступления |
| Педро Грахальес | 400 м      | 46,73        | 2            | 29           | 46,53                | 8                    | 26                   | Завершил выступления | Завершил выступления | Завершил выступления | Завершил выступления | Завершил выступления |
| Альваро Мейя    | 10 000 м   | н/д          | н/д          | н/д          | н/д                  | н/д                  | н/д                  | н/д                  | н/д                  | н/д                  | 30:10,6              | 10                   |
| Эрнандо Арреча  | 110 м с/б  | 14,09        | 5            | 17           | Завершил выступления | Завершил выступления | Завершил выступления | Завершил выступления | Завершил выступления | Завершил выступления | Завершил выступления | Завершил выступления |

### Плавание
Мужчины
| Спортсмен                                                  | Дисциплина         | Квалификация | Квалификация | Квалификация | Полуфинал             | Полуфинал             | Полуфинал             | Финал                 | Финал                 |
| Спортсмен                                                  | Дисциплина         | Время        | Место        | Итог         | Время                 | Место                 | Итог                  | Время                 | Место                 |
| ---------------------------------------------------------- | ------------------ | ------------ | ------------ | ------------ | --------------------- | --------------------- | --------------------- | --------------------- | --------------------- |
| Рикардо Гонсалес                                           | 100 м в/с          | 57,0         | 6            | 39           | Завершил выступления  | Завершил выступления  | Завершил выступления  | Завершил выступления  | Завершил выступления  |
| Рикардо Гонсалес                                           | 200 м в/с]         | 2:05,8       | 5            | 30           | н/д                   | н/д                   | н/д                   | Завершил выступления  | Завершил выступления  |
| Федерико Сикар                                             | 200 м в/с]         | 2:11,1       | 5            | 46           | н/д                   | н/д                   | н/д                   | Завершил выступления  | Завершил выступления  |
| Федерико Сикар                                             | 100 м в/с          | 59,0         | 6            | 53           | Завершил выступления  | Завершил выступления  | Завершил выступления  | Завершил выступления  | Завершил выступления  |
| Хулио Аранго                                               | 200 м в/с          | 2:03,1       | 2            | 20           | н/д                   | н/д                   | н/д                   | Завершил выступления  | Завершил выступления  |
| Хулио Аранго                                               | 400 м в/с          | 4:25,8       | 4            | 13           | н/д                   | н/д                   | н/д                   | Завершил выступления  | Завершил выступления  |
| Хулио Аранго                                               | 1500 м в/с         | 17:53,9      | 4            | 12           | н/д                   | н/д                   | н/д                   | Завершил выступления  | Завершил выступления  |
| Иван Гомина                                                | 100 м брасс        | 1:15,1       | 7            | 34           | Завершил выступления  | Завершил выступления  | Завершил выступления  | Завершил выступления  | Завершил выступления  |
| Иван Гомина                                                | 200 м брасс        | 2:45,0       | 6            | 33           | н/д                   | н/д                   | н/д                   | Завершил выступления  | Завершил выступления  |
| Томас Бекерра                                              | 100 м баттерфляй   | 1:02,2       | 6            | 34           | Завершил выступления  | Завершил выступления  | Завершил выступления  | Завершил выступления  | Завершил выступления  |
| Томас Бекерра                                              | 200 м баттерфляй   | 2:16,8       | 4            | 17           | н/д                   | н/д                   | н/д                   | Завершил выступления  | Завершил выступления  |
| Томас Бекерра                                              | 400 м комплекс     | 5:09,7       | 5            | 15           | н/д                   | н/д                   | н/д                   | Завершил выступления  | Завершил выступления  |
| Хулио Аранго Томас Бекерра Федерико Сикар Рикардо Гонсалес | эстафета 4×100 в/с | 3:51,5       | 7            | 15           | Завершили выступления | Завершили выступления | Завершили выступления | Завершили выступления | Завершили выступления |
| Томас Бекерра Федерико Сикар Рикардо Гонсалес Хулио Аранго | эстафета 4×200 в/с | 8:26,7       | 5            | 13           | Завершили выступления | Завершили выступления | Завершили выступления | Завершили выступления | Завершили выступления |

Женщины
| Спортсмен       | Дисциплина       | Квалификация | Квалификация | Квалификация | Полуфинал             | Полуфинал             | Полуфинал             | Финал                 | Финал                 |
| Спортсмен       | Дисциплина       | Время        | Место        | Итог         | Время                 | Место                 | Итог                  | Время                 | Место                 |
| --------------- | ---------------- | ------------ | ------------ | ------------ | --------------------- | --------------------- | --------------------- | --------------------- | --------------------- |
| Партисия Олано  | 100 м в/с        | 1:05,3       | 6            | 36           | Завершила выступления | Завершила выступления | Завершила выступления | Завершила выступления | Завершила выступления |
| Партисия Олано  | 200 м в/с        | 2:25,1       | 5            | 27           | н/д                   | н/д                   | н/д                   | Завершила выступления | Завершила выступления |
| Партисия Олано  | 400 м в/с        | 5:01,8       | 5            | 20           | н/д                   | н/д                   | н/д                   | Завершила выступления | Завершила выступления |
| Партисия Олано  | 800 м в/с        | 10:44,1      | 4            | 23           | н/д                   | н/д                   | н/д                   | Завершила выступления | Завершила выступления |
| Партисия Олано  | 400 м комплекс   | 5:52,6       | 5            | 20           | н/д                   | н/д                   | н/д                   | Завершила выступления | Завершила выступления |
| Ольга де Ангуло | 400 м комплекс   | 6:00,6       | 5            | 24           | н/д                   | н/д                   | н/д                   | Завершила выступления | Завершила выступления |
| Ольга де Ангуло | 400 м в/с        | 5:08,6       | 3            | 24           | н/д                   | н/д                   | н/д                   | Завершила выступления | Завершила выступления |
| Ольга де Ангуло | 800 м в/с        | 10:40,5      | 5            | 22           | н/д                   | н/д                   | н/д                   | Завершила выступления | Завершила выступления |
| Ольга де Ангуло | 200 м комплекс   | 2:48,7       | 7            | 36           | н/д                   | н/д                   | н/д                   | Завершила выступления | Завершила выступления |
| Нелли Сиро      | 200 м комплекс   | 2:55,7       | 5            | 38           | н/д                   | н/д                   | н/д                   | Завершила выступления | Завершила выступления |
| Нелли Сиро      | 400 м в/с        | 6:13,1       | 5            | 27           | н/д                   | н/д                   | н/д                   | Завершила выступления | Завершила выступления |
| Кармен Гомес    | 100 м баттерфляй | 1:14,7       | 4            | 24           | Завершила выступления | Завершила выступления | Завершила выступления | Завершила выступления | Завершила выступления |
| Кармен Гомес    | 200 м баттерфляй | 2:44,7       | 5            | 19           | н/д                   | н/д                   | н/д                   | Завершила выступления | Завершила выступления |

### Прыжки в воду
Мужчины
| Спортсмен    | Дисциплина    | Квалификация | Квалификация | Финал                | Финал                |
| Спортсмен    | Дисциплина    | Результат    | Место        | Результат            | Место                |
| ------------ | ------------- | ------------ | ------------ | -------------------- | -------------------- |
| Салим Барьюм | трамплин, 3 м | 76,19        | 24           | Завершил выступления | Завершил выступления |
| Диего Энао   | вышка, 10 м   | 74,09        | 32           | Завершил выступления | Завершил выступления |

Женщины
| Спортсмен     | Дисциплина    | Квалификация | Квалификация | Финал                | Финал                |
| Спортсмен     | Дисциплина    | Результат    | Место        | Результат            | Место                |
| ------------- | ------------- | ------------ | ------------ | -------------------- | -------------------- |
| Марта Манзано | трамплин, 3 м | 63,12        | 22           | Завершил выступления | Завершил выступления |

### Футбол
Группа А
| Team     | Матчи | В | Н | П | ГЗ | ГП | РГ | Очки |
| -------- | ----- | - | - | - | -- | -- | -- | ---- |
| Франция  | 3     | 2 | 0 | 1 | 8  | 4  | +4 | 4    |
| Мексика  | 3     | 2 | 0 | 1 | 6  | 4  | +2 | 4    |
| Колумбия | 3     | 1 | 0 | 2 | 4  | 5  | −1 | 2    |
| Гвинея   | 3     | 1 | 0 | 2 | 4  | 9  | −5 | 2    |

| Мексика    | 1 – 0 | Колумбия |
| ---------- | ----- | -------- |
| Эстрада 6′ | отчёт |          |

| Гвинея                               | 3 – 2 | Колумбия                |
| ------------------------------------ | ----- | ----------------------- |
| М. Н. Камара 26′ · Ф. Камара 58′ 84′ | отчёт | Санта 49′ · Москера 66′ |

| Колумбия                 | 2 – 1 | Франция     |
| ------------------------ | ----- | ----------- |
| Хойос 14′ · Ярамилло 35′ | отчёт | Тимбуон 59′ |